# Nóra Varsányi
Nóra Varsányi (født 3. oktober 1991 i Debrecen, Ungarn) er en ungarsk håndboldspiller som spiller for Debrecen VSC.